# ابراهیم بصیله
ابراهیم بُصَیْله (؟ -۱۹۳۳م) مفسر و فقیه مالکی مصری بود. از اهالی روستای جناح در جرجا بود. «المطالب السنیة» در توحید، «تقریرات»، «الکنز الجلیل» در شش جلد، «مبادی النحو»، «تقریر علی حاشیة للصاوی» از آثار اوست. نسخه‌های خطی او در الازهر نگهداری می‌شود.